# Joseph Trumpeldor
Joseph Trumpeldor (en hébreu : יוסף טרומפלדור ; en russe : Иосиф Трумпельдор), né le 21 novembre 1880 (3 décembre dans le calendrier grégorien) à Piatigorsk en Russie et mort le 1er mars 1920 à Tel Haï, est un des premiers activistes sionistes. Il est connu pour son aide dans la création des légions juives et pour l'organisation de l'immigration des juifs vers le futur État d'Israël.

## Jeunesse
Joseph Trumpeldor est né à Piatigorsk en Russie, dans la région du Caucase. Son père, Wulf Trumpeldor, servira vingt-cinq ans dans l'armée russe. En tant que militaire, il fut autorisé à s'installer en dehors de la région dite « zone de résidence » (à l’ouest de l’empire russe) en dehors de laquelle les juifs n’avaient normalement pas le droit de résider.
Il a été avancé que la famille était en fait d'origine Subbotnik, un ensemble de groupes descendants de paysans chrétiens ayant rompu avec le christianisme sous le règne de Catherine II de Russie, à la fin du XVIIIe siècle pour s'auto-convertir au judaïsme. Le magazine israélien Hadassah écrivait ainsi en 2006 que « Joseph Trumpeldor, le héros de [la bataille de] Tel Haï, était presque certainement un Subbotnik ».
Malgré une formation de dentiste, Joseph Trumpeldor s'engagea volontairement dans l'armée russe en 1902. Pendant la guerre russo-japonaise, il participa du côté des assiégés au siège de Port-Arthur, où il perdit son bras gauche. Après la chute de Port-Arthur, il passera plusieurs mois dans un camp de prisonniers de guerre, comme tous les soldats russes du général Stoessel. Après la fin de la guerre, il fut rapatrié en Russie. Par la suite, il reçut quatre décorations pour bravoure, ce qui fit de lui le soldat juif le plus décoré de toute la Russie.
Après la guerre russo-japonaise, il deviendra officier de réserve de l'armée russe, à une époque où ce type de poste était normalement strictement interdit aux juifs. Cette exception témoigne de la très forte impression qu'il avait créée.
Il fit des études de droit à l’université de Saint-Pétersbourg, puis immigra en 1912 en Palestine, qui faisait alors partie de l'Empire ottoman. Il vécut dans un premier temps dans un kibboutz, à Degania.

## Première Guerre mondiale
Lorsque la Première Guerre mondiale débuta, Trumpeldor fut expulsé par les Ottomans vers l'Égypte, où se trouvaient de nombreux juifs de Palestine également expulsés (ceux qui étaient de nationalité russe, la Russie étant en guerre contre les Ottomans). Là, il développa avec Vladimir Jabotinsky l'idée d'une « légion juive » qui combattrait avec les Britanniques contre l'Empire ottoman, afin de libérer la Palestine au bénéfice du peuple juif. 
En 1915, le « corps des muletiers de Sion » fut formé, considéré comme la première unité militaire composée uniquement de juifs (sauf certains officiers) organisée depuis deux mille ans. Ce fut le commencement idéologique des forces de défense israélienne. Le corps servira dans la bataille de Gallipoli, où Trumpeldor sera blessé à l'épaule.
Après la dissolution du « corps des muletiers de Sion », fin 1915, Trumpeldor participera au travail de Vladimir Jabotinsky en faveur de la création d'unités militaires juives plus importantes sous direction britannique, qui verront le jour en 1917 : la Légion juive.

## Engagement politique
Joseph Trumpeldor fut l'un des premiers militants du sionisme socialiste en Israël.
C'était aussi à l'origine un anarchiste et un disciple de Kropotkine. Il a déclaré : « je suis un anarcho-communiste et un sioniste ». Son programme pour un réseau syndicaliste de communautés socialistes, présenté à la conférence sioniste de Romni, en 1911, a eu une certaine influence sur la création des kibboutzim. Il est l'une des figures du sionisme travailliste.
Après son retour en Russie en 1918 (en pleine révolution russe), Trumpeldor fonda, parallèlement à David Ben Gourion et Yitzhak Ben-Zvi aux États-Unis, le mouvement HeHalutz, organisation pionnière juive visant à préparer de jeunes Juifs à s'installer en Eretz-Israël (aliyah).
Il retourna en 1919 en Palestine, qui était depuis 1917 sous administration britannique.

## Mort et postérité

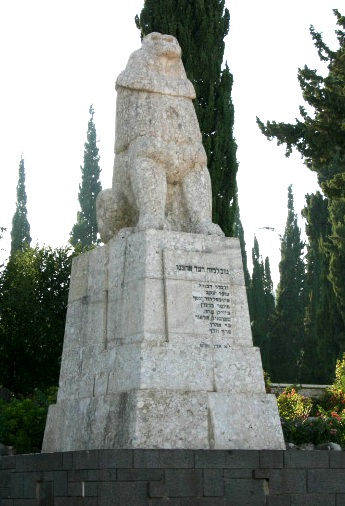
Monument de Joseph Trumpeldor à Tel Haï

En 1920, l'organisation d'autodéfense juive Hachomer demanda à Trumpeldor de commander la défense des colonies agricoles en Galilée. Trumpeldor accepta et fut tué à Tel Haï au cours d'une escarmouche avec un groupe d'insurgés anti-français issus d'un village libanais proche. Ses derniers mots auraient été : « Ça ne fait rien, c'est bon de mourir pour son pays ». Après sa mort, Tel Haï sera évacué puis repeuplé en 1921.
Trumpeldor devint le symbole de l'autodéfense juive. Le onzième jour du mois d'Adar, on célèbre ainsi sa mémoire en Israël. Il est considéré comme un héros à la fois par les partis politiques sionistes de gauche et de droite. Depuis 1934 on trouve à Tel Haï un monument à sa mémoire surmonté d'un lion. 
Jabotinsky dresse de lui le portrait suivant, dans son autobiographie, : 

« Avec un seul bras, il faisait plus de choses que ce que font et feront la plupart des hommes avec leurs deux mains. Sans aide extérieure, il se lavait, se rasait et s'habillait, faisait ses lacets, cousait des pièces aux coudes de ses habits, coupait son pain ; j'ai entendu dire qu'en Eretz-Israël il était considéré comme un des meilleurs laboureurs, et par la suite, à Gallipoli, comme un des meilleurs cavaliers et des meilleurs tireurs. Sa chambre était rangée avec un ordre exemplaire – tout comme ses pensées. Tout son comportement était empreint de calme et de générosité ; depuis longtemps il était végétarien, socialiste et détestait la guerre – mais il ne faisait toutefois pas partie de ces pacifistes qui sont assis les bras croisés, pendant que d'autres se battent pour eux. »

Le mouvement de jeunesse de la droite sioniste, le Betar, proche du Parti révisionniste (mais indépendant de lui) se baptisera en 1923 Betar, en mémoire de la forteresse de Betar où pris fin la Révolte de Bar Kokhba, mais aussi en souvenir de Trumpeldor : Betar (BTR, בית"ר) est l'acronyme hébraïque de Brit TrumpledoR ou « Ligue de Trumpeldor ». 
La ville de Kiryat Shmona (« la cité des huit ») est aussi nommée en mémoire de Trumpeldor et des sept hommes et femmes qui furent tués en défendant Tel Haï.